# Mersevát, Vas
Mersevát  este un sat în districtul Celldömölk, județul Vas, Ungaria, având o populație de 623 de locuitori (2011). 

## Demografie
Componența etnică a satului Mersevát
     Maghiari (99,36%)
     Germani (0,64%)
Componența confesională a satului Mersevát
     Romano-catolici (47,99%)
     Luterani (17,5%)
     Reformați (1,44%)
     Fără religie (1,12%)
     Necunoscută (31,94%)
Conform recensământului din 2011, satul Mersevát avea 623 de locuitori. Din punct de vedere etnic, majoritatea locuitorilor (99,36%) erau maghiari, cu o minoritate de polonezi (1,06%). Nu există o religie majoritară, locuitorii fiind romano-catolici (47,99%), luterani (17,5%), reformați (1,44%) și persoane fără religie (1,12%). Pentru 31,94% din locuitori nu este cunoscută apartenența confesională.